# 丽江小檗
丽江小檗（学名：Berberis lijiangensis）是小檗科小檗属的植物，为中国的特有植物。分布于中国大陆的云南等地，生长于海拔2,700米至3,400米的地区，多生在松林中、云杉林缘或灌丛中，目前尚未由人工引种栽培。
其种加词“lijiangensis”意为“云南丽江的”。

## 异名
- Berberis lijiangensis C.Y.Wu
- Berberis lijiangensis D.F.Chamb. & C.M.Hu